# Isadelphina griseifasciata
Isadelphina griseifasciata är en fjärilsart som beskrevs av M.Gaede 1940. Isadelphina griseifasciata ingår i släktet Isadelphina och familjen nattflyn. Inga underarter finns listade i Catalogue of Life.